# باد شامگاهی

باد شامگاهی نام یک کتاب ادبی است که توسط پرسی شلی، نویسندهٔ اهل انگلستان نوشته شده‌است. این کتاب یکی از آثار مشهور ادبی جهان است.